# Finnenhaussiedlung

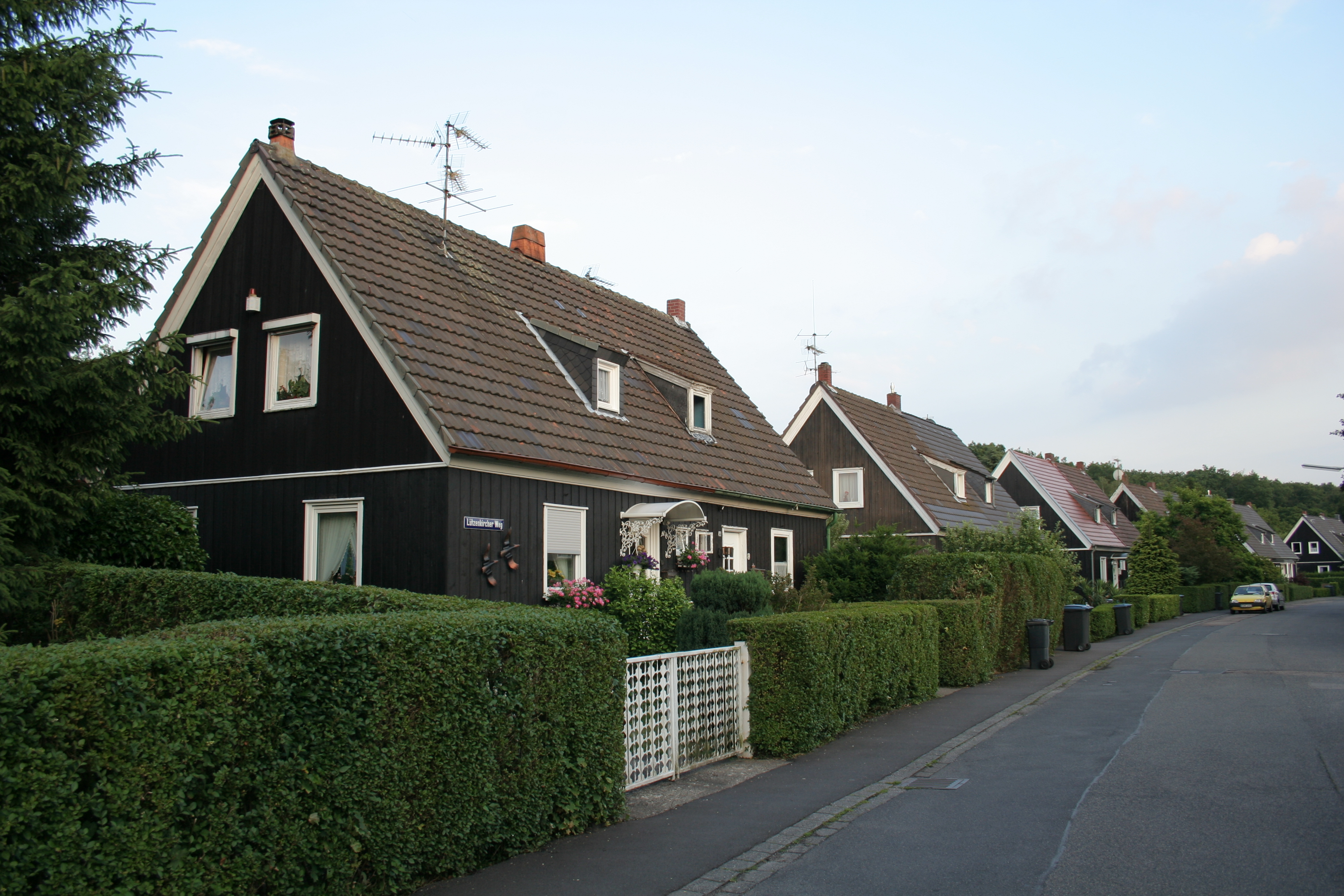
Typische Doppelhäuser, Finnensiedlung in Köln-Höhenhaus

Finnenhaussiedlung, an manchen Orten auch Finnensiedlung oder Finnlandsiedlung genannt, steht für eine Siedlung aus Holzfertighäusern, sogenannten „Finnenhäusern“, die im Zweiten Weltkrieg zwischen 1941 und 1945 „für obdachlose, bombengeschädigte Familien der wehrwichtigen Betriebe“ aus Finnland importiert wurden und in verschiedenen Orten Deutschlands und Österreichs, besonders häufig aber in Norddeutschland, errichtet wurden, sowie für Siedlungen ähnlicher Bauart aus den 1950er Jahren, die für politische Flüchtlinge gebaut wurden.

## Geschichte
Die ersten Verhandlungen wurden während des Winterkrieges zwischen der Sowjetunion und Finnland 1939 bis 1940 durch Finnland angestrebt. Dies wurde zunächst von deutscher Seite abgelehnt. 1941, kurz vor Beginn des deutschen Überfalls auf Russland, führten Besprechungen zwischen deutschen Behörden, Architekten und Vertretern der finnischen Firma Puutalo Oy, Helsinki zu einem Vertrag zwischen Finnland und dem Deutschen Reich. In dieser Zeit hatten bereits im verstärkten Maß Flugzeugangriffe auf deutsche Rüstungszentren und die Behausungen der Rüstungsarbeiter eingesetzt. Das Ziel der deutschen Behörden war es, zerstörte Wohnhäuser zügig zu ersetzen, um die Rüstungsproduktion fortführen zu können. Auch in deutschen Unternehmen gab es seit den 1920er Jahren Bestrebungen, Fertighäuser fabrikmäßig herzustellen (siehe Kupferhaus). Die finnischen Holzhäuser wurden jedoch bereits serienmäßig hergestellt und waren im holzreichen Finnland günstig zu produzieren.

## Standorte von Finnenhaussiedlungen
Es sind etwa 35 Standorte von Finnenhaussiedlungen bekannt.

### Siedlungen aus den Jahren 1941 bis 1945
Orte mit Finnenhaussiedlungen aus der Zeit von 1941 bis 1945 sind unter anderem Ludwigsfelde, Wattenbek, Ascheberg (Holstein), Preetz, Flintbek, Bordesholm, Mainz-Gonsenheim, Neumünster-Einfeld, Schönberg (Holstein) und Lübeck-Eichholz, Prenzlau (Brandenburg) sowie Köln-Höhenhaus (Finnensiedlung), Wedel und Metzingen (Baden-Württemberg).

### Siedlungen aus der Nachkriegszeit
In den Jahren 1957/1958 wurde eine weitere Siedlung aus 379 Häusern in Berlin-Kladow errichtet, die die Vereinigten Staaten für die Unterkunft von politischen Flüchtlingen aus den Ostblock-Staaten gespendet hatten. Diese und die ebenfalls 1958 in Berlin-Lichterfelde erbaute Finnenhaussiedlung aus 67 Häusern waren Bauprojekte der GEHAG.

## Bauweise

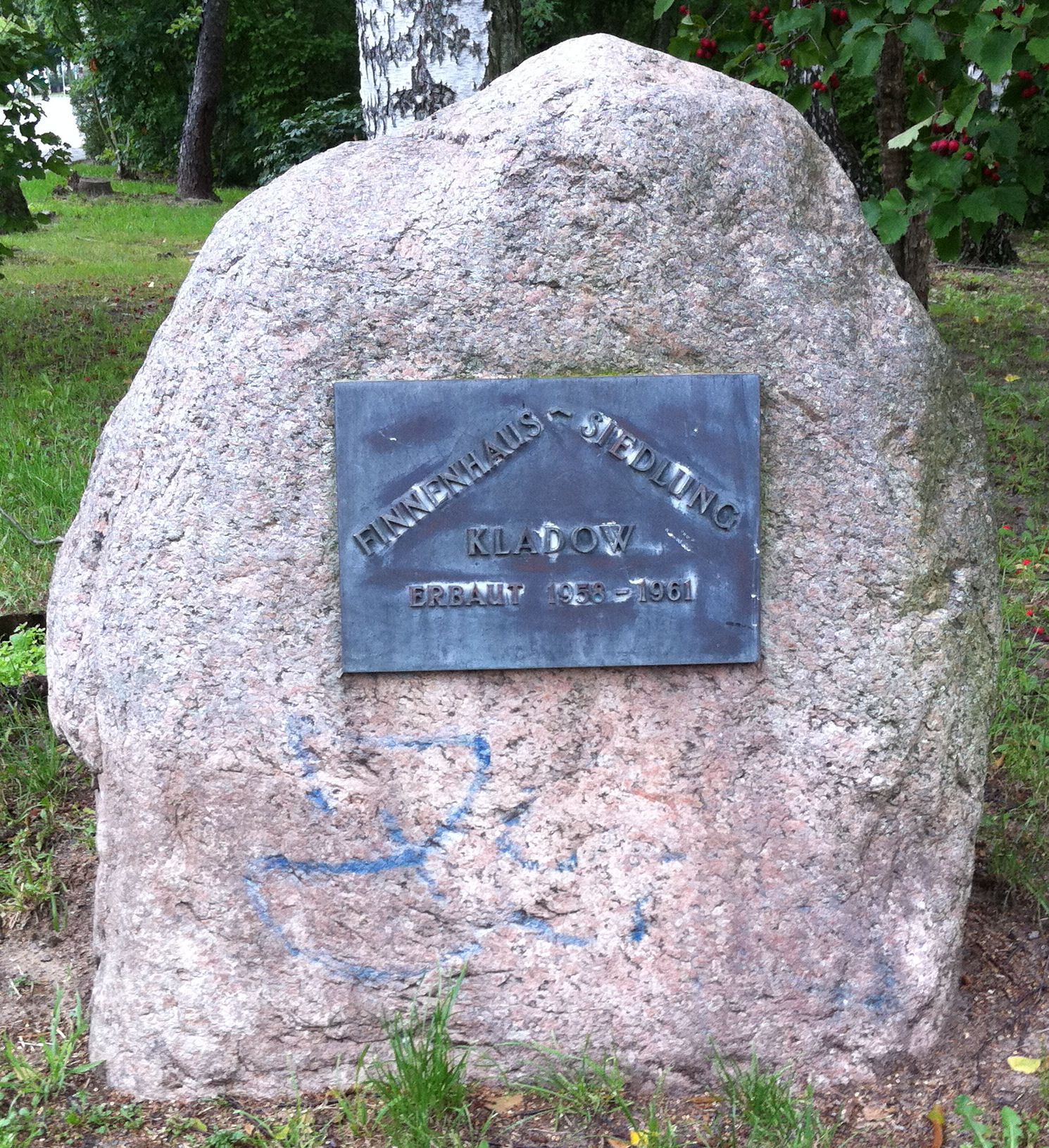
Gedenkstein Finnenhaussiedlung in Berlin-Kladow

Die zumeist zweigeschossigen Gebäude mit Satteldach wurden als vollständige Bausätze in Tafelbauweise in Finnland hergestellt und auf dem Seeweg nach Deutschland geliefert.